# کریفیی ریه
کریفیی ریه (به روسی: Кривий ріг) شهری است در استان دنیپروپتروفسک که در کشور اوکراین قرار دارد. جمعیت این شهر ۶۰۳٬۹۰۴ نفر است.

## نگارخانه

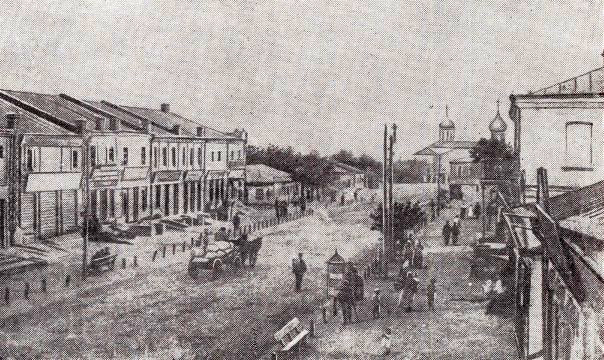
خیابان اصلی کریفیی ریه، آغاز قرن بیستم
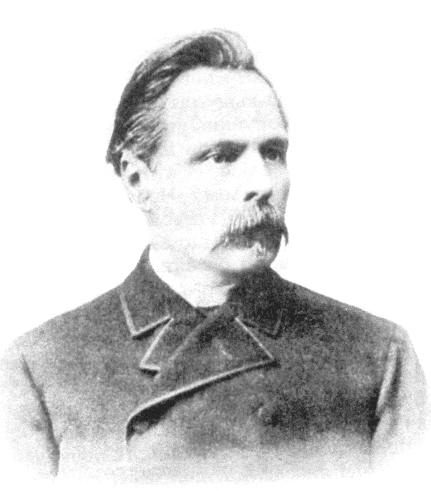
اسکندر پل سنگ آهن کریو ریه را به تفصیل مطالعه کرد و ارزش تجاری آن‌ها را به اثبات رساند. توسعه اقتصادی بیش‌تر منطقه دنیپر